# マールボロは戦場に行った
マールボロは戦場に行った(仏:Malbrough s'en va-t-en guerreまたはMalbrook s'en va-t-en guerre 英:Marlborough Has Left for the War)はフランスで広く知られる民謡。スペイン継承戦争の最中の1709年、マルプラケの戦いでマールバラ公ジョン・チャーチルが戦死したという誤報が流れたが、この歌はその死を戯画的に嘆く曲である。歌では夫の帰還を待つマールバラ公の妻がいかに死を知らされたかを伝え、また遺体が埋められナイチンゲールが墓の上で歌う様が描かれている。後述するように18世紀後半に爆発的にフランス内外へと広まり、文学、芸術、音楽などの分野で登場するようになった。

## 概要
敵対する相手の妻や母が望みのない生還を待ち続け、それをほくそ笑むという題材は聖書に登場するデボラの歌にまで遡る。つまり「シセラの母が窓からながめ、格子窓から叫んで言った。『どうして彼の車の来るのがおそいのか、どうして彼の車の歩みがはかどらないのか。』」(士師記5.28)という振舞いは民謡中で描かれる公爵の妻のものと明らかに類似している。
おそらく歌詞よりも先にできていたメロディーは他にも2つの曲、For He's a Jolly Good FellowとThe Bear Went Over the Mountainにも使用されている。
18世紀中ごろまでの長年の間、この歌は逸話として知られているに過ぎなかったが、1780年ごろから爆発的に知られるようになった。例えばカール・シュターミッツが1780年にパリで作曲したヴィオラ・ダモーレとヴィオラのためのソナタはこの民謡で締めくくられている。1785年ルイ16世とマリー・アントワネットの間にルイ17世が生まれ、その乳母Poitrineが揺りかごを揺らしながらこの民謡を歌うとルイ17世は将軍の名前がでたところで目を見開いたと言われている。この歌の名前や歌詞の単純さ、そしてメロディーに魅かれたマリー・アントワネットが歌うようになり、この歌は瞬く間にフランス内外へ広まった。

## 影響
- 逸話としてロンドンに訪れたフランス人はマールバラ通りの名前を忘れてもこの歌を口ずさめば通りまで案内されたというものがある。
- ゲーテはフランス滞在中にこの曲を何度も繰り返し聞いた結果、マールバラ公を嫌うようになったと言われている。
- ブルボン王家の影響力が大きかったスペインでも公爵の名前を変えて流行った結果、子どもたちが遊ぶ際に唄うようになった。そしてフェルナンド・ソルによるギターのための一連の変奏によりラテン・アメリカ世界にも伝播した。
- ボーマルシェは『フィガロの結婚』の中で、小姓シェリュバンの歌としてこの曲を使った。
- フランス革命以後は徐々に人気は衰えたもののナポレオンはこの民謡を好み、ロシア遠征の途上メーメル川を渡る際に唄っていた。
- ベートーヴェンの『ウェリントンの勝利』でもこの曲は使用されている。
- ドストエフスキーの『罪と罰』ではカテリーナ・イワーノブナがこの歌を歌っている。
- トルストイの『戦争と平和』の第1章でロシアの軍事戦略を聞いたボルコンスキィ公爵が歌っている。
- 1867年にパリで制作されたビゼーらの合作オペレッタのタイトルになった。
- この他、現代でもパトリック・オブライアンやウーゴ・プラットの小説で引用されている。
- またスウェーデンでは近年は稀になったもののパントマイムで歌を表現することが大学などであった。

## 歌詞
フランス語
Malbrough s'en va-t-en guerre,
mironton, mironton, mirontaine,
Malbrough s'en va-t-en guerre,
Ne sait quand reviendra.
Il reviendra-z-à Pâques,
mironton, mironton, mirontaine,
Il reviendra-z-à Pâques,
ou à la Trinité.
La Trinité se passe,
mironton, mironton, mirontaine,
la Trinité se passe,
Malbrough ne revient pas.
Madame à sa tour monte,
mironton, mironton, mirontaine,
Madame à sa tour monte
si haut qu'elle peut monter.
Elle voit venir son page,
mironton, mironton, mirontaine,
elle voit venir son page,
tout de noir habillé.
Beau page, mon beau page,
mironton, mironton, mirontaine,
beau page, mon beau page,
quelles nouvelles apportez?
Aux nouvelles que j'apporte,
mironton, mironton, mirontaine,
aux nouvelles que j'apporte,
vos beaux yeux vont pleurer!
Quittez vos habits roses,
mironton, mironton, mirontaine,
quittez vos habits roses,
et vos satins brodés!
Monsieur Malbrough est mort.
mironton, mironton, mirontaine,
Monsieur Malbrough est mort.
Est mort et enterré.
Je l'ai vu porter en terre,
mironton, mironton, mirontaine,
Je l'ai vu porter en terre,
par quatre-z-officiers.
L'un portait sa cuirasse
mironton, mironton, mirontaine,
l'un portait sa cuirasse
l'autre son bouclier.
L'autre portait son grand sabre,
mironton, mironton, mirontaine,
L'autre portait son grand sabre,
et l'autre ne portait rien.
On planta sur sa tombe
mironton, mironton, mirontaine,
on planta sur sa tombe
un beau rosier fleuri.
La cérémonie faite,
mironton, mironton, mirontaine,
la cérémonie faite
chacun s'en fut coucher.
A l'entour de sa tombe,
Romarins l'on planta.(Ter)
Sur la plus haute branche
Un rossignol chanta (Ter)
On vit voler son âme,
Au travers des lauriers.(Ter)
Chacun mit ventre à terre,
Et puis se releva.(Ter)